# Ignacy Piotr Cieszkowski
Ignacy Piotr Cieszkowski herbu Dołęga – podkomorzy nowogrodzkosiewierski w latach 1787-1794, chorąży czernihowski w latach 1784-1787, stolnik czernihowski w latach 1768-1784, podczaszy czernihowski w latach 1767-1768, łowczy czernihowski już w 1758 roku, do 1767 roku.
Poseł na sejm 1758 roku z województwa czernihowskiego.